# Anna Kuliscioff
Anna Kuliscioff (nom amb el qual va ser coneguda a Itàlia) o Anna Kulixova rus: Анна Кулишёва, el nom real de la qual era Anna Moisséievna Rozenstein rus: Анна Моисеевна Розенштейн, (Simferòpol, 9 de gener de 1855 – Milà, 29 de desembre de 1925), fou una anarquista, metgessa i revolucionària russa nacionalitzada italiana, una de les principals exponents i fundadores del Partit Socialista Italià.

## Biografia
Nascuda en una rica família jueva de Simferòpol a Crimea, després d'una infància feliç i dedicada a l'estudi, el 1871 es trasllada a Suïssa per assistir a un curs de filosofia a la Universitat de Zúric.
Per ordre del tsar, que començava a preocupar-se per la difusió de les idees revolucionàries, va haver de tornar a Rússia, on el revolucionari Piotr Makàrevitx, el seu primer marit, es va unir a altres joves russos adeptes a les idees de Mikhaïl Bakunin, en l'anomenada "Marxa cap al poble", i va anar a treballar als pobles al costat dels camperols per compartir les miserables condicions de vida. En aquest període es convenç de la necessitat de l'ús de la força per alliberar-se de l'opressió.
Per la seva activitat és processada pel tribunal rus, per la qual cosa es trasllada a Suïssa i canvia el seu nom a Kulixova o Kulixoff perquè no la trobin els agents tsaristes. En la seva segona estada a Suïssa coneix a Andrea Costa, amb qui es trasllada després a París, d'on són expulsats el 1878. Marxen a Itàlia, i pocs mesos després l'Anna és processada a Florència, acusada de conspirar amb els anarquistes per subvertir l'ordre establert.
Es va traslladar novament a Suïssa, que va deixar el 1880 per tornar clandestinament a Itàlia, on tornaria a ser arrestada. Després d'una altra estada a Suïssa, Ana va tornar a Itàlia i es va reunir amb Costa a Imola, on donarà a llum a la seva filla Andreina. El 1881, quan la relació entre els dos va acabar, l'Ana va tornar a Suïssa amb la seva filla, i allí s'inscriu a la facultat de medicina. Aquells anys els va dedicar a l'estudi i a recuperar-se de la tuberculosi, conseqüència del seu empresonament a Florència.
En 1888 es va especialitzar en ginecologia, primer a Torí, després a Pàdua. Amb la seva tesi va descobrir l'origen bacteriològic de la sèpsia puerperal, el que va obrir la porta al descobriment que salvaria a milions de dones després del part. Es va traslladar a Milà, on va començar a exercir l'activitat de metgessa, també als barris més pobres de la ciutat, per la qual cosa va ser coneguda en aquesta ciutat com la doctora dels pobres.
Entretant, va estar lligada sentimentalment a Filippo Turati, acompanyada sempre per la seva filla Andreina. El saló de la seva casa milanesa es va convertir en la redacció de Crítica social, la revista del socialisme italià, que Ana dirigeix des de 1891, i va ser freqüentat pels principals intel·lectuals de l'època, com Luigi Majno, Ersilia Majno Bronzini i Ada Negri.

El 1898 és arrestada amb l'acusació de reat d'opinió i subversió. Després d'uns quants mesos és alliberada per indult. Va elaborar una llei de tutela del treball infantil i del femení que, presentada pel Partit Socialista Italià al Parlament d'Itàlia, va ser aprovada en 1902 com a llei Carcano, nº 242.

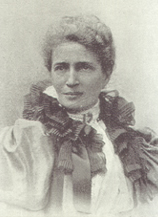
Retrat de Kulishova, 19 de gener de 1907.

En aquests anys, més precisament el 1904, la seva filla Andreina es va casar amb Luigi Gavazzi, provinent d'una important dinastia d'emprenedors tèxtils, "un jove bo - són paraules d'Ana al pare de Andreina, Andrea Costa, en una carta del 27 de març de 1904 -, simpàtic, voluntariós, treballador... i enamorat com vaig veure a pocs joves que siguin capaços d'estar-ho", que, no obstant això, forma part, continua Anna - "del parentíu més negre del conservadorisme milanès". La filla de dos autèntics revolucionaris ateus havia abraçat la fe, per la qual cosa l'Anna comenta "Volgut Andrea, sì, tens raó, és una gran malenconia haver de convèncer-se que nosaltres no som els nostres fills... la nostra filla no té ni l'ànima rebel ni el temperament combatiu... Ninetta (Andreina) no és a la nostra imatge". Dos fills de Andreina serien religiosos, un abat del monestir benedictino de Subiaco i l'altra germana carmelita descalça.
Anna Kulishova, juntament amb la sindicalista Maria Goia, va formar part activa de la lluita per l'extensió del vot a les dones fundant-se el 1911, amb la seva iniciativa, el Comitè Socialista pel sufragi femení. A l'any següent, una llei de Giovanni Giolitti sobre la institució del sufragi universal masculí, que estenia entre d'altres el vot als analfabets que haguessin complert els trenta anys, però continuava excloent a les dones del dret al vot. Per a l'Anna es va iniciar un període d'enfonsament, en el qual també va perdre el contacte amb Turati.
Va morir a Milà en 1925. Durant el funeral, alguns feixistes es van enfrontar a les carrosses del festeig fúnebre. En el seu honor a Milà va ser constituïda la Fundació Anna Kulishova, que té una biblioteca de 35.000 volums i opuscles donats per Giulio Polotti tots dedicats a la història del Socialisme, a més d'un carrer a l'àrea de Bisceglie. Sota els pòrtics que donen entrada a la Galleria Vittorio Emanuele, hi ha una placa que recorda la seva estada a Milà, juntament amb Filippo Turati.

## Obres
- Il monopolio dell'uomo: conferenza tenuta nel circolo filologico milanese, Milano, Critica sociale, 1894.
- A. Kuliscioff, F. Turati Il voto alle donne: polemica in famiglia per la propaganda del suffragio universale in Italia, Milano, Uffici della critica sociale, 1910.
- Proletariato femminile e Partito socialista: relazione al Congresso nazionale socialista 1910, Milano, Critica sociale,1910.
- Donne proletarie, a voi...: per il suffragio femminile, Milano, Società editrice Avanti!, 1913.

### Edicions modernes
- Lettere d'amore a Andrea Costa, 1880-1909. Milà, Feltrinelli, 1976.

## Filmografia
- Anna Kuliscioff, dirigida per Roberto Guicciardini (1981)